# Richard Stachnik
Richard Stachnik (ur. 7 lipca 1894 w Schneidemühl, zm. 28 lutego 1982 w Coesfeld w Westfalii) – gdański ksiądz katolicki, działacz Partii Centrum i jej prezes (1933–1937), poseł do Volkstagu (1933–1939), przedstawiciel gdańskiej opozycji antyhitlerowskiej.

## Życiorys
Był synem Richarda Stachnika i jego żony Kathariny z domu Talaskiej. W latach 1913–1917 studiował teologię i filozofię w seminarium w Pelplinie. 11 lutego 1917 otrzymał święcenia kapłańskie. W 1923 roku został doktorem teologii. W latach 1923–1928 pełnił posługę wikarego w gdańskim kościele Św. Mikołaja. Po 1928 zajmował się nauczaniem religii w lokalnych gimnazjach. W 1930 przejął zwierzchnictwo nad gdańskim duszpasterstwem studenckim.
Sprawował mandat posła do Volkstagu V i VI kadencji (1933–1939). W marcu 1933 wybrano go prezesem gdańskiej Partii Centrum, którym pozostał aż do rozwiązania przez Senat opozycjnych partii politycznych w październiku 1937. Negatywnie nastawiony do rządów NSDAP w Wolnym Mieście zdecydował o zerwaniu koalicji centrystów z nazistami w gdańskim Senacie jesienią 1933.
Jako kapłan i polityk cieszący się autorytetem był obiektem szczególnej nienawiści gdańskich władz NSDAP. W 1937 padł ofiarą brutalnego pobicia przez tzw. nieznanych sprawców, a na przełomie 1937 i 1938 spędził sześć miesięcy w więzieniu za działalność antynazistowską.
W 1937 roku otrzymał zakaz pracy duszpasterskiej na terenie Wolnego Miasta Gdańsk.